# Афіна Джустініані

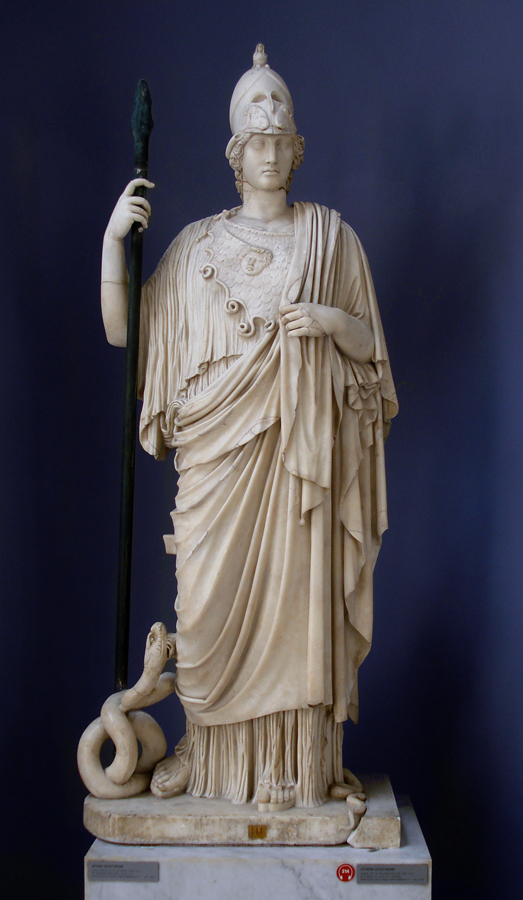
Афіна Джустініані, римська копія грецької статуї Афіни Паллади (музеї Ватикану)

Парійський мармур  Афіна Джустініані (Джустініані Мінерва) — це  копія Антоніна  римського з мармуру грецької скульптури Афіни Паллади кінця V— початку IV століття до нашої ери. 
Скульптура була культовою, радше декоративним культурним трофеєм. Змія на правій нозі Афіни нагадує Міф про Еріхтонія. 

## Відкриття
Парійський мармур  Афіна Джустініані виявили на початку 17 століття  як вважають, у руїнах десятигранного німфею на пагорбі Есквілін. 
Свою назву статуя отримала від того, що вона була в колекції Вінченцо Джустініані в Палаццо Джустініані, яка була красиво вигравірувана і опублікована під назвою Галерея Джустиніана (Рим, 1631). Ймовірно, скульптура ніколи не була скопійована в той час, коли вона була в колекції Джустініані: Вінкельман ніколи не згадував про неї, хоча суворий класичний стиль, який вона демонструє, був вперше виділений і описаний ним. В кінці століття він став предметом захоплення, особливо серед британських відвідувачів. 
Мінерва Джустініані, як її тоді називали, уникла долі інших колекцій Джустініані, яка була вивезена в 1807 році під час наполеонівської окупації до Парижа, де вона була трохи розбита. У 1815 році все, приблизно 170 картин, було куплено Фрідріхом Вільгельмом III Прусським і перевезено до Берліна, де воно стало частиною королівського музею.
Мінерва, однак, була куплена Люсьєном Бонапартом в 1805 році і була встановлена у великому залі його римської резиденції, Палаццо Нуньєс. У 1817 році він продав його Папі Пію VII.   Коли Браччо Нуово було відкрито в 1822 році, скульптура була встановлена так, як вона є і донині.